# Cryptopapillaria feae
Cryptopapillaria feae là một loài Rêu trong họ Meteoriaceae. Loài này được (Müll. Hal. ex M. Fleisch.) M. Menzel miêu tả khoa học đầu tiên năm 1992.